# Сартана (річка)
Сартана (крим. Sartana) — мала річка в Україні у Білогірському районі Автономної Республіки Крим, в центральній частині Кримського півостріва. Права притока Тана-Су (басейн Азовського моря).

## Опис
Довжина річки приблизно 5,70 км, найкоротша відстань між витоком і гирлом — 4,97  км, коефіцієнт звивистості річки — 1,15 . Формується декількома безіменними струмками та загатами.

## Розташування
Бере початок між горами Бучина (913,2м) та Столб (754.0 м) в урочищі Болгарська Лощина. Тече переважно на північний захід через село Алексєєвку (до 1948 року — Сартана; крим. Sartana, рос. Алексеевка)  і на південній стороні від села Голованівки (до 1945 року — Баши, крим. Başı, рос. Головановка)  впадає у річку Тана-Су, праву притоку Біюк-Карасу.

## Цікаві факти
- На правому березі річки під горою Крим (436,8м)[2] розташоване джерело Сартанська Криниця[2].